# GoMining
GoMining é uma empresa de mineração de Bitcoin que fornece hashrate tokenizado através do seu protocolo. A empresa opera nove centros de dados em nível mundial. Fundada em 2021 nas Ilhas Virgens Britânicas, a empresa era inicialmente conhecida como GMT antes de mudar de marca para GoMining. Atualmente, é dirigida pelo diretor-geral, Mark Zalan, e pelo diretor de desenvolvimento de negócios, Jeremy Dreier.

## História
A GoMining iniciou suas operações no início de 2021 como GMT. Em 2021, emitiu seu token de utilidade, GOMINING, na rede Ethereum, que, desde então, foi expandido para BNB, TON e Solana. No mesmo ano, Till Lindemann e Khabib Nurmagomedov tornaram-se embaixadores da empresa. No final de 2021, a GoMining juntou-se ao Bitcoin Mining Council.
Em 2022, a GoMining apresentou sua primeira coleção de Mineradores Digitais: NFTs dinâmicos vinculados a uma taxa de hash de mineração de Bitcoin específica fornecida pelo protocolo GoMining. Os NFTs dos Mineradores Digitais representam poder de mineração real e permitem aos usuários ganhar recompensas diárias em BTC. A empresa também lançou seu aplicativo móvel para iOS e Android. Também introduziu a opção de pagar a eletricidade e os serviços utilizando o token GOMINING.
No início de 2023, a empresa lançou o staking para o token GOMINING, e lançou uma nova coleção de Mineradores Digitais criada em colaboração com Khabib Nurmagomedov. Durante o segundo trimestre, a empresa habilitou pagamentos através de cartões de crédito, Apple Pay e Google Pay em 170 países. Também introduziu um novo modelo de tokenômica baseado em emissões de queima e regulado pela comunidade. A empresa implementou a votação da comunidade em decisões-chave e se associou à Bitmain, um fabricante de equipamentos de mineração. No final de 2023, a GoMining colocou em operação um centro de dados de 50 MW.
Em 2024, a empresa apresentou um novo centro de dados de 33 MW e o ecossistema registrou mais de um milhão de usuários. A empresa também obteve uma licença criptográfica nas jurisdições da UE em 2024. Nesse mesmo ano, a empresa introduziu a série de avatares GoMiners que oferecia vantagens aos seus detentores, criou uma API para integrações de parceiros e conseguiu um investimento de 3 milhões de dólares da Bitscale Capital. Também em 2024, a empresa lançou Miner Wars, um jogo de mineração de bitcoins baseado em blockchain integrado no aplicativo GoMining.

### Operações
A GoMining opera nove centros de dados com uma capacidade combinada de 350 MW. Seus serviços incluem a mineração de Bitcoin turnkey. Seus produtos incluem coleções de NFTs vinculados à capacidade de mineração de Bitcoin (Mineradores Digitais), que permitem aos seus detentores obter recompensas em BTC; serviços de mineração turnkey para grandes investidores; e o jogo Miner Wars. Segundo a GoMining, no final de 2024 havia 114.000 detentores de Mineradores Digitais.
A plataforma utiliza o GOMINING como seu token nativo, que é usado para pagamentos na plataforma, incluindo a compra de NFTs, upgrades e acesso a descontos nas tarifas de eletricidade.